# Adel Iskandar
Adel Iskandar Farag (Edinburgh, 15 maart 1977) is een Midden-Oosterse mediakenner, postkoloniaal theoreticus en mediahervormingsactivist. Hij is de auteur en coauteur van enkele sleutelwerken op het gebied van Arabische media. Zijn belangrijkste werk betrof de analyse van het Arabische satellietstation Al Jazeera. 
Adel Iskandar werd geboren in een Egyptisch middenklassengezin van artsen in Edinburgh maar groeide op in Koeweit. Hij ontsnapte aan de Iraakse invasie en in 1991 aan de eerste Golfoorlog. Op zijn 16e vertrok hij naar Canada waar hij een graad behaalde in de sociale antropologie en biologie aan de Dalhousie Universiteit in Halifax in Nova Scotia. Later verkreeg hij een master in communicatie van Purdue University Calumet in Hammond (Indiana). Iskandar doceerde communicatie aan de Universiteit van Kentucky tussen 2000 en 2005. 
Het concept contextuele objectiviteit is van hem afkomstig en behelst kritiek op de verslaglegging door de media van oorlogvoering.
- Bibliothèque nationale de France: cb14613929w (data)
- Gemeinsame Normdatei: 1056142588
- International Standard Name Identifier: 0000 0000 3251 5827
- Library of Congress Control Number: n2002098440
- Nationale Bibliotheek van Tsjechië: jo2016919070
- Nationale Bibliotheek van Israël: 987007572756005171
- Nederlandse Thesaurus van Auteursnamen: 24137653X
- Système universitaire de documentation: 071281576
- Virtual International Authority File: 10101568
- WorldCat: E39PBJkmXR6vQD3hW9qjtbvPwC